# Protochilus desaegeri
Protochilus desaegeri är en skalbaggsart som beskrevs av Ruter 1975. Protochilus desaegeri ingår i släktet Protochilus och familjen Cetoniidae. Inga underarter finns listade i Catalogue of Life.